# Ramonchamp
Ramonchamp – miejscowość i gmina we Francji, w regionie Grand Est, w departamencie Wogezy.
Według danych na rok 1990 gminę zamieszkiwało 1985 osób, a gęstość zaludnienia wynosiła 126 osób/km² (wśród 2335 gmin Lotaryngii Ramonchamp plasuje się na 216. miejscu pod względem liczby ludności, natomiast pod względem powierzchni na miejscu 308.).